# La Bataille de la mer de Corail

La Bataille de la mer de Corail (titre original : Battle of the Coral Sea) est un film américain réalisé par Paul Wendkos, sorti en 1959.

## Synopsis
1942. Le sous-marin « Dragonfish » de la Marine des États-Unis a pour dangereuse mission de photographier les concentrations de navires japonais qui mouillent dans les eaux du Pacifique. Toutefois, une fois sa mission accomplie, sur le chemin du retour, le « Dragonfish » heurte une mine. Le commandant Jeff Conway a juste le temps de se débarrasser des clichés compromettants avant d’être capturé par les Japonais. Son équipage et lui sont emmenés dans un camp de prisonniers sur une île. Aidé de Karen Philips, l’interprète, Jeff Conway élabore un plan d’évasion pour transmettre les précieux renseignements qui permettront à la marine américaine d’engager la bataille décisive de la mer de Corail.

## Fiche technique
- Réalisation : Paul Wendkos
- Scénario : Stephen Kandel et Daniel B. Ullman (en)
- Chef opérateur : Wilfrid Cline
- Musique : Ernest Gold
- Directeur artistique : Robert Peterson (en)
- Décors de plateau : Frank A. Tuttle
- Distributeur : Columbia
- Genre : Film de guerre
- Année de réalisation : 1959
- Durée : 86 minutes
- Pays de production :  États-Unis
- Dates de sortie : 
  - États-Unis : novembre 1959
  - France : 26 février 1960

## Distribution
- Cliff Robertson : Commandant Jeff Conway
- Gia Scala : Karen Philips
- Teru Shimada : Commandant Mori
- Patricia Cutts : Lieutenant Peg Whitcomb
- Rian Garrick : Al Schechter
- Gene Blakely : Lieutenant Len Ross
- L.Q. Jones : Yeoman Halliday
- Robin Hughs : Major Jammy Harris
- George Takei : Officier de la radio japonaise
- Gordon Jones : Bates, torpilleur
- James T. Callahan (non crédité) : Prisonnier australien

## Critiques
- « Parmi l'abondante production mondiale de films de guerre, et de batailles navales, ce film tient une honnête place, tant par le récit aux épisodes mouvementés qu'il relate, que par l'intérêt des actualités d'alors, filmées par le service cinématographique de la marine américaine - actualités insérées dans le film. (...) Une bonne distribution donne quelque authenticité à ces faits réellement vécus. Cependant quelques longueurs - des invraisemblances - et un suspense que ne supporteront que les amateurs du genre[1]. »

## Article annexe
- Sous-marins au cinéma et à la télévision